# Lepidotrigla pleuracanthica
Lepidotrigla pleuracanthica és una espècie de peix pertanyent a la família dels tríglids.

## Descripció
- Fa 20 cm de llargària màxima (normalment, en fa 16).[2][3]

## Hàbitat
És un peix marí, demersal i de clima subtropical que viu fins als 50 m de fondària.

## Distribució geogràfica
Es troba al Pacífic sud-occidental: Nova Gal·les del Sud (Austràlia).

## Observacions
És inofensiu per als humans.